# Katedrala u Burgosu
Gospina katedrala u Burgosu (španjolski: Catedral de Burgos) je gotičkog stila rimokatolička katedrala u Burgosu, Španjolska. Posvećena je Djevici Mariji i poznata je po svojoj ogromnoj veličini i jedinstvenoj arhitekturi. Katedrala u Burgosu prva je velika gotička katedrala u Španjolskoj, koja se počela graditi 1221. godine kao prkosni simbol kršćanstva i nadahnuće za vraćanje osvojenih krajeva (rekonkvista).
Katedrala je proglašena UNESCO-ovom svjetskom baštinom 31. listopada 1984. godine kao jedina španjolska katedrala koja nije spojena s povijesnim središtem grada (kao katedrale u Salamanci, Santiago de Composteli, Ávili, Córdobi, Toledu ili Cuenci) ili spojena s drugima zgradama, kao katedrala u Sevilli.

## Povijest
Njezina je izgradnja otpočela prema naredbi kralja Ferdinanda III. Kastiljskog 1221. godine, na mjestu starije romaničke crkve, prema stilu francuske gotike.
Doživjela je velike preinake u 15. i 16. stoljeću (tornjevi glavnog pročelja, kapela Condastable, te cimborij transepta, koji su joj dali oblik drugih naprednih gotičkih katedrala). Posljednja nadogradnja (sakristija ili kapela sv. Thecle) bila je tijekom 18. stoljeća kada su dotjerane i gotičke skulpture na portalu glavnog pročelja.
Na početku 20. stoljeća eliminirane su građevine koje su jednom stranom bile vezane za katedralu, kao što su arhepiskopalna palača i gornji kat klaustra. 

## Odlike
Katedrala je većinom izgrađena u gotičkom stilu, iako unutrašnjost ima odlike i renesanse i baroka. Glavna fasada je nadahnuta najčišćim francuskim gotičkim stilom koji možemo naći kod katedrala u Parizu i Reimsu. Iako je utemeljena na francuskom križnom tlocrtu, simetriju katedrale dražesno ometa mnoštvo razina na kojima se ona nalazi, te dodani klaustri, nadbiskupska palača i lijepe gotičke kapele sa strane. 
Strmi tornjevi s čipkastim završecima zapadnih kapa, koji su dodani u 15. stoljeću, djelo su Hansa iz Kölna (Juana de Colonia), njemačkog arhitekta. Klesani ukrasi u interijeru uglavnom su španjolski, a cimborio, toranj u sredini, inkrustriran je pleterskim detaljima iz 16. stoljeća. „Zlatno stubište“ u obliku slova T u sjevernom transeptu sagradio je renesansni kipar Diego de Siloe 1567. godine, čime je dovršena katedrala. 
Neki od zanimljivih detalja unutrašnjosti su: Papamoscas (muharica), artikulirani kip koji svaki sat otvara svoja usta na zvonjavu zvona, romanički grobu Mudarra, osvetljivog polubrata ubijenih sedam princeza od Lare (donesen iz svog izvornog mjesta pokopa u samostanu San Pedro de Arlanza jer je bio zapostavljen), rezbarene stolicame kora, grob biskupa Mauricija, te možda najslavniji grob El Cida i njegove supruge Done Jimene (pokopani ovdje tek 1919. godine), te pismo sigurnosti El Cida i njegova škrinja.
U katedrali se čuvaju djela izvanrednih umjetnika, kao što su arhitekti i kipari obitelji Colonia (Juan, Simon i Francisco), kipar Gil de Siloé, Felipe Vigarny i Juan de Anchieta, kipar i arhitekt Diego de Siloé i slikar Sebastiano del Piombo ("Putovanje Svete obitelji").
- Zapadno pročelje
- Portal Sarmental
- Kapela Condestable
- Pleterski cimborio toranj
- Klaustar katedrale
- Gornji klaustar
- Barokna kupola kapele sv. Tekle
- Glavni oltar
- Korske klupe
- Grobnica biskupa Fernanda Díaza u kapeli sv. Ane (Simon iz Kölna, 1492.)